# 星沙镇
星沙镇是湖南省长沙县已经撤消的建制镇。2008年财政总收入2.74亿元，地方财政收入6,263万元，乡镇企业总产值90亿元，工业总产值7.5亿元，规模工业产值5.6亿元，人平均可支配收入8,550元。撤消时总人口20.6万人，辖23社区7行政村。
星沙镇原位于长沙中部偏西，为长沙县城区和工商业中心，面积68平方公里。星沙地处长沙县、芙蓉区和开福区三县区交汇处。星沙的西南部和西北部依次与芙蓉区和开福区接壤，北部与安沙镇为邻，东部与黄花镇交界，南部与朗梨镇相连。
星沙镇为1993年由望新乡（隶属安沙区）改建，1995年并入螺丝塘乡。1996年2月15日，长沙县政府自长沙市城区潘家坪迁驻于此，也是长沙经济技术开发区所在地。2004年村级区划调整前为17个村5社区，区划调整后为17个村4个社区（4个社区分别为开元路社区、经贸路社区、凉塘路社区和水渡坪社区；17个村分别为丁家村、杨高村、广生村、螺丝村、泉塘村、西薮村、板桥村、大塘村、杉星村、洋湖村、望新村、万明村、筒灰村、灰埠村、石子村、土桥村和高沙村）。
2009年9月，星沙镇撤消。原镇政府驻开元东路3号（即现星沙街道办事处驻地）。星沙镇撤销时，自原星沙镇辖域分设星沙街道、湘龙街道、泉塘街道。星沙街道办事处范围为京珠高速以东、长永高速以北区域；湘龙街道办事处范围为京珠高速以西区域，泉塘街道办事处范围为京珠高速以东、长永高速以南区域。